# Babyhuisje

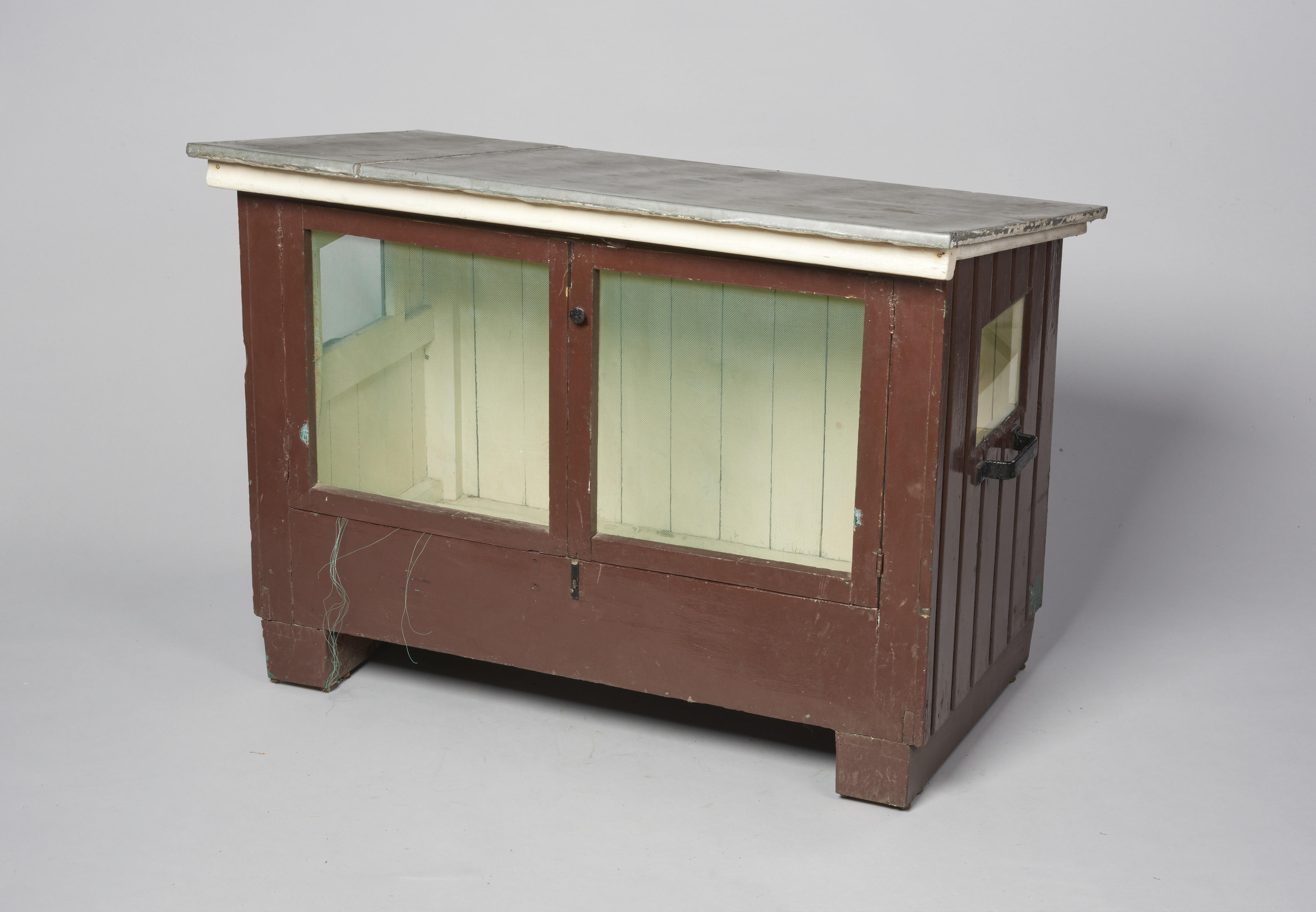
Babyhuisje

Een babyhuisje, ook wel babyhok of lutjepotje genoemd, is een houten huisje waar jonge kinderen overdag buiten in kunnen slapen. Het bouwsel heeft in zijn oorspronkelijke vorm wel wat weg van een konijnenhok waarvan de tralies zijn vervangen door horrengaas.
Het idee voor een babyhuisje ontstond in de provincie Groningen. Het eerste 'lutjepotje' werd daar in 1939 op aanwijzing van huisarts Jitze Posthumus te Eenrum in elkaar gezet. De arts zocht een mogelijkheid om zeer jonge kinderen vaker in de gezonde buitenlucht te laten zijn. In de noordwesthoek van Groningen was de woningsituatie vaak slecht door vochtige, bedompte en overbevolkte huizen. Het 'babyhok' werd er snel populair.
Een babyhuisje valt onder de wetgeving van het warenwetbesluit kinderbedden en boxen. Een babyhuisje moet, net zo als een babyledikant, altijd aan de eisen gesteld in dit warenwetbesluit voldoen. De Nederlandse Voedsel- en Warenautoriteit houdt toezicht op naleving van deze wet. 
Het Nederlands Openluchtmuseum te Arnhem heeft een lutjepotje in de collectie opgenomen.
Babyhuisjes worden ook elders in Nederland gebruikt, vooral door kinderdagverblijven, crèches en gastouders. Ze worden dan in de tuin, op het terras of op een binnenplaats gezet.